# Coming 2 America
Coming 2 America (conocida en España como El rey de Zamunda y en Hispanoamérica como Un príncipe en Nueva York 2) es una película de comedia estadounidense de 2021. Esta cinta es la secuela de la película original de 1988. Está dirigida por Craig Brewer, guionizada por David Sheffield, Barry W. Blaustein, y Kenya Barris, basado en los personajes creados por el mismo Eddie Murphy.
El elenco está conformado por Eddie Murphy, Arsenio Hall, Jermaine Fowler, Leslie Jones, Shari Headley, John Amos, Tracy Morgan, Wesley Snipes, y James Earl Jones. La película se estrenó en Amazon el 5 de marzo de 2021 y tuvo una recepción mixta.

## Sinopsis
Ambientado después de los eventos de la primera película, el expríncipe Akeem Joffer (Eddie Murphy) está a punto de convertirse en rey de  Zamunda cuando descubre que tiene un hijo que nunca conoció en Estados Unidos, un nativo de Queens conocedor de la calle llamado Lavelle (Jermaine Fowler). Honrando el último deseo de su padre (James Earl Jones), Akeem y Semmi (Arsenio Hall) parten hacia América una vez más en busca del heredero perdido.

## Reparto
- Eddie Murphy como Prince Akeem Joffer, el príncipe de Zamunda.
  - Murphy también hace el papel de Randy Watson, un cantante de la banda de soul ficticia Chocolate Sexual, así como el de Clarence, dueño de la barbería y el de Saúl, cliente del barbero.
- Arsenio Hall como Semmi, asesor de Akeem y su mejor amigo.
  - Hall también hace el papel del Reverendo Brown; así como el de Morris, el barbero; Baba, el brujo y una chica en el bar.
- Jermaine Fowler como Lavelle, hijo de Akeem.
- Morgan Freeman como relator real.
- Leslie Jones como la madre de Lavelle.[5]
- Shari Headley como Lisa McDowell, mujer de Akeem.
- John Amos como Cleo McDowell, empresario, suegro de Akeem y el padre de Lisa.
- Tracy Morgan como Reem, tío de Lavelle.[6]
- Wesley Snipes como General Izzi.[7]
- James Earl Jones como el rey Jaffe Joffer, padre de Akeem y rey de Zamunda.
- Louie Anderson como Maurice, un empleado del restaurante McDowell's.
- Vanessa Bell Calloway como Imani Izzi, princesa de Zamunda que había sido la prometida de Akeem antes de su primer viaje a América.
- Rick Ross como Él.
- KiKi Layne como Meeka Joffer, hija de Akeem.[8]
- Nomzamo Mbatha como Mirebe.[9]
- Garcelle Beauvais como la portadora de las flores.
- Colin Jost como Mr.Duke.

## Producción

### Desarrollo
En enero de 2017, se publicó un anuncio que daba a conocer la inminente producción de una secuela de la película original, Coming to America. Kevin Misher fue nombrado productor, y David Sheffield y Barry W. Blaustein, los guionistas originales, regresaron al proyecto. Aun así, quedó indefinido el retorno de los actores originales como Eddie Murphy y Arsenio Hall.
El 11 de enero de 2019, se anunció que la secuela tendría a Murphy repitiendo su papel, y Craig Brewer como director (quien ya había trabajado con Murphy en Netflix, en la película Dolemite Es Mi Nombre). Arsenio Hall, Shari Headley, John Amos, Paul Bates y James Earl Jones, este último largamente esperado para regresar como el rey Jaffe Joffer.
Wesley Snipes firmó para la película como el hermano de la princesa Imani, anterior prometida de Akkeem. Leslie Jones y el rapero Rick Ross también se unieron al reparto hasta ese momento en papeles que no fueron anunciados. En agosto de 2019, Nomzamo Mbatha, Jermaine Fowler, Tracy Morgan, KiKi Layne, Luenell, Rotimi, Teyana Taylor y Michael Blackson fueron añadidos y confirmados en el reparto, confirmándose además el regreso de actores de la primera película como Louie Anderson, Vanessa Bell Calloway y Garcelle Beauvais. En agosto de 2019,  quedó confirmado que Shari Headley retomaría su papel de Lisa McDowell, el interés amoroso de Akeem, ahora convertida en su esposa.
Madge Sinclair, quién encarnó a la reina Aoleon. madre de Akeem en la película original, falleció en 1995, por lo que su papel no será incorporado a la película. En octubre de 2019, Samuel L. Jackson, quién brevemente apareció en la película original, confirmó su participación en el nuevo filme y haría una reaparición de su papel original. En octubre de 2019, se informó que Davido hará una aparición de cameo en el filme. En diciembre de 2019, Morgan Freeman y Bella Murphy fueron mencionados como actores del reparto, en papeles no revelados.

### Filmación
La filmación comenzó el 17 de agosto de 2019 en Atlanta, Georgia. Rick Ross confirmó durante el mismo mes que su mansión en Georgia será utilizada como ubicación en la película. Durante octubre de 2019, en una entrevista con Collider, Murphy confirmó que la producción de Beverly Hills Cop IV comenzaría después de la filmación de Un Príncipe en Nueva York 2.

## Estreno

### Transmisión en continuo
Coming 2 America fue lanzada por Amazon Prime Video el 4 de marzo de 2021, un día antes de lo anunciado. La película inicialmente iba a ser lanzada en cines el 7 de agosto de 2020 por Paramount Pictures, pero su estreno fue atrasado hasta el 18 de diciembre del mismo año, antes de que la pandemia del COVID-19 empezara. El 20 de noviembre, Amazon Studios adquirió los derechos de distribución de la película por $125 millones. Tras su lanzamiento, Amazon ha declarado que la película ha tenido su mejor apertura en un fin de semana que cualquier película transmitida en continuo desde marzo de 2020.

## Recepción

### Crítica
En Rotten Tomatoes, la película tiene una aprobación de 50% con base en 219 reseñas con una calificación promedio de 5.4/10. Su consenso declara, "Décadas después de que su predecesora bromeara sobre la delgada línea entre el amor y las náuseas, Coming 2 America le recuerda a las audiencias que igualmente existe una delgada línea entre la secuela y el refrito".

### Premios y nominaciones
| Premio        | Fecha               | Categoría                     | Nominados                                 | Resultado | Ref.   |
| ------------- | ------------------- | ----------------------------- | ----------------------------------------- | --------- | ------ |
| Premios Óscar | 27 de marzo de 2022 | Mejor maquillaje y peluquería | Mike Marino, Stacey Morris y Carla Farmer | Pendiente | [ 32 ] |